# Raphael Raduzzi
Raphael Raduzzi (Bressanone, 28 aprile 1991) è un politico italiano.

## Biografia
Nato a Bressanone e cresciuto a Cadoneghe, si è diplomato al Liceo Scientifico "E. Curiel" di Padova.
Dopo una laurea triennale in Economics and Management conseguita all'Università Ca' Foscari di Venezia, nel 2014 si specializza con un Master of Science in Economics of Public Policy presso l'Università di Utrecht e poi con una laurea magistrale in Economia e politiche pubbliche all'Università di Modena e Reggio Emilia. Successivamente continua la propria carriera professionale in una società di consulenza a Padova.
Alle elezioni politiche del 4 marzo 2018 viene eletto alla Camera dei Deputati per il Movimento 5 Stelle nel collegio plurinominale Veneto 2 - 01, diventando membro delle commissioni per il bilancio e le finanze.
Nel febbraio 2021 non vota la fiducia al governo Draghi e viene espulso dal M5S.
Il 17 novembre 2021, dopo essere stato nel gruppo misto tra i non iscritti, entra a fare parte della componente del gruppo misto "Alternativa".